# King (Toronto Subway)

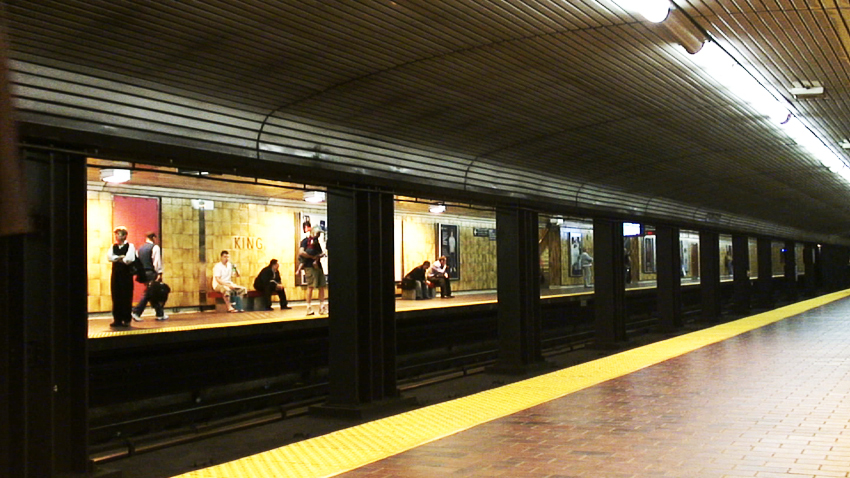
Bahnsteigebene

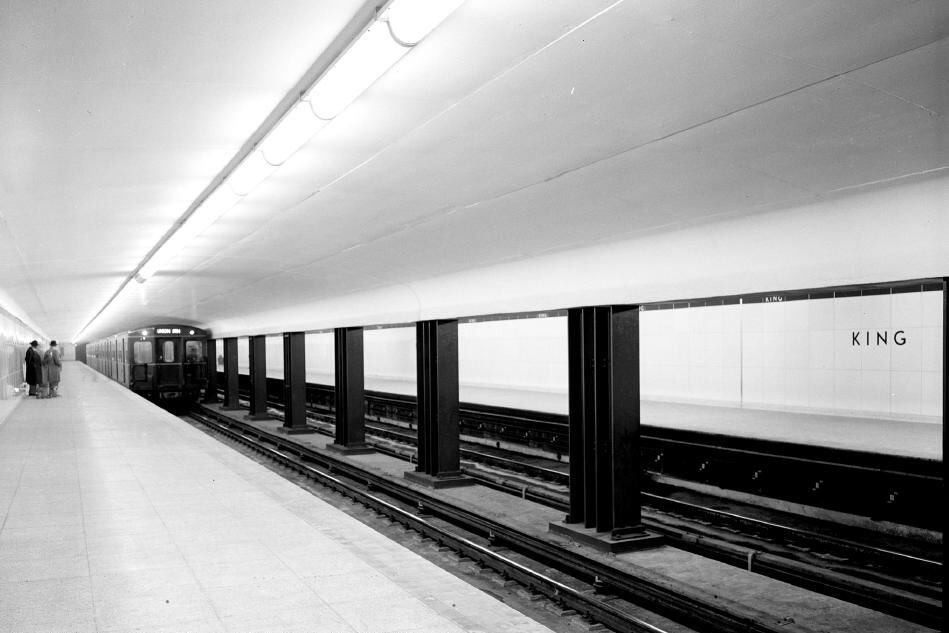
Ansicht kurz nach Eröffnung

King ist eine unterirdische U-Bahn-Station in Toronto. Sie liegt an der Yonge-University-Linie der Toronto Subway, an der Kreuzung von Yonge Street und King Street. Die Station besitzt Seitenbahnsteige und wird täglich von durchschnittlich 64.730 Fahrgästen genutzt (2018).
In der Nähe befinden sich das Canadian Pacific Building, der Scotia Plaza, der Commerce Court, das Toronto-Dominion Centre und der First Canadian Place (Torontos höchstes Gebäude). Es bestehen Umsteigemöglichkeiten zu sechs Buslinien der Toronto Transit Commission (TTC) sowie zu den Straßenbahnlinien 503, 504 und 508. Außerdem ist King eine von fünf Stationen, die mit dem PATH-Tunnelsystem verbunden sind.
Die Eröffnung der Station erfolgte am 30. März 1954 zusammen mit dem Abschnitt Union – Eglinton, der ältesten U-Bahn auf kanadischem Boden. Damals bestand unmittelbar nördlich der Station eine Überleitstelle, auf der Züge im Falle einer Störung von einem Gleis auf das andere wechseln konnten. Bei der Erneuerung der Schienen im Mai 1984 wurde die Überleitstelle wegen hoher Wartungskosten entfernt. 2012 entschloss sich die TTC dazu, sie wieder einzubauen, da sie den Zügen seit der Einführung von Automatic Train Control das Wenden bei Betriebsunterbrechungen erlaubt; möglich ist dies seit dem 24. Februar 2020.